# Спалювання наречених

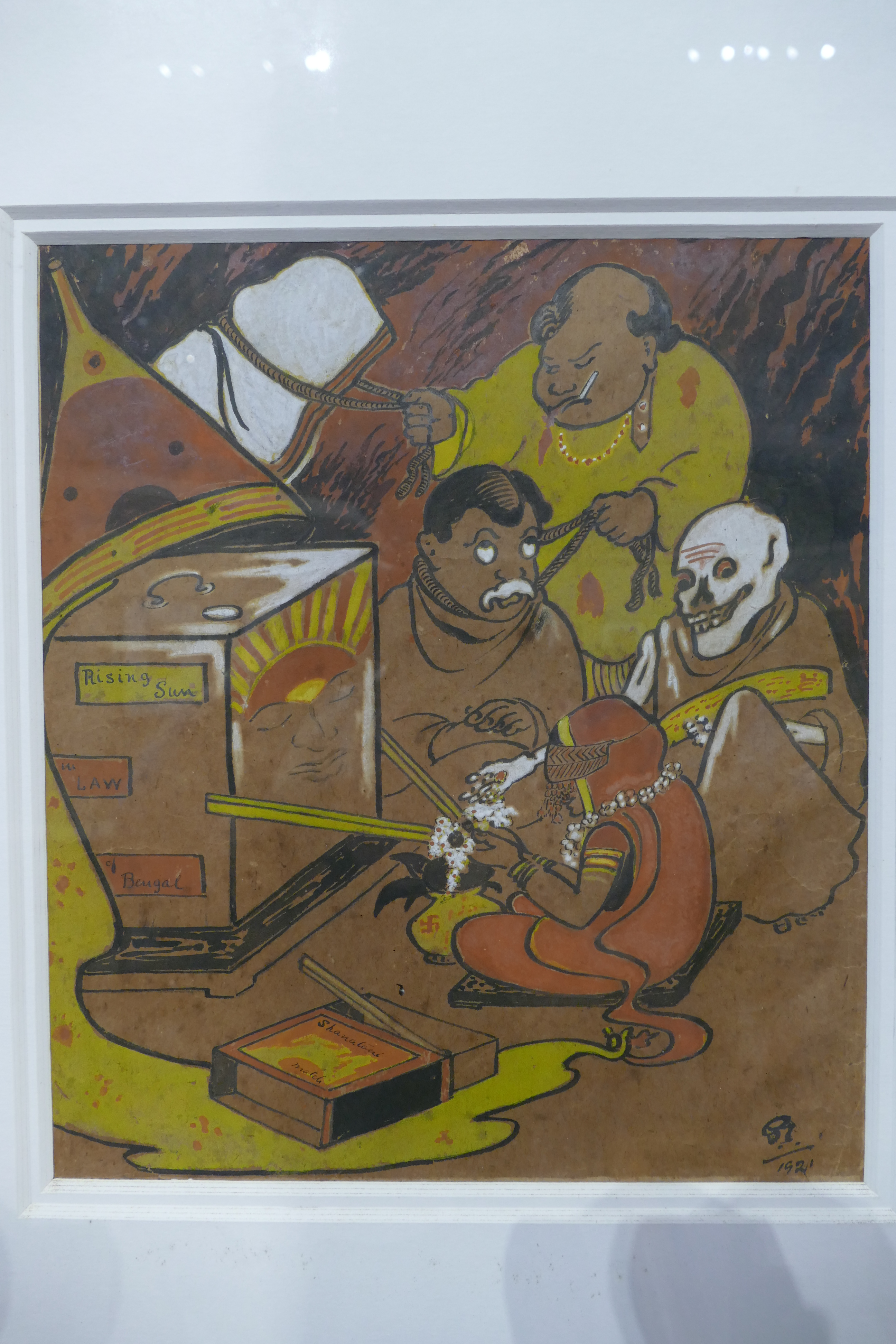
Картина «Вирощування зятя у Бенгалі» про спалювання наречених художника Ґаганендранатха Тагора. Дівчина сидить обличчям до «Всхідного сонця з Бенгалії», а митець вкладає в суть картини «соціальну жорстокість, вчинену над батьком одруженої дівчини, що заганяє чутливу дочку в обійми „пана Керосина“».

Спалювання наречених є формою домашнього насильства, яка практикується в країнах, розташованих на Індійському субконтиненті або навколо нього. Є однією з форм смерті за посаг, коли жінку вбиває її чоловік або його родина за те, що її сім'я відмовляється платити додатковий посаг. Жінку зазвичай обливають керосином, бензином або іншою легкозаймистою рідиною та підпалюють, що призводить до смерті від опіків. Керосин часто використовується як паливо для приготування невеликих бензинових печей, деякі з яких є небезпечними, що дозволяє стверджувати, що вбивство жінки було нещасним випадком.
Найбільш поширеним це явище є в Індії й стало серйозною проблемою країни принаймні з 1993 року. Спалювання наречених лише в Індії призвело до понад 8000 смертей жінок у 2013 році. У 1995 році журнал Time повідомляв, що кількість смертей за посаг в Індії зросла з приблизно 400 на рік на початку 1980-х до 5800 на рік до середини 1990-х. У 1996 році CNN опублікував матеріал, у якому говорилося, що щороку поліція Індії отримує понад 2500 повідомлень про спалення наречених. За даними Індійського національного бюро реєстрації злочинів, у 2008 році було винесено 1948 обвинувальних вироків і 3876 виправдувальних у справах про смерть за посаг.

## Історія

### Смерть за посаг
Смерть за посаг — це смерть молодої жінки в країнах Південної Азії, переважно в Індії, яку чоловік убив або довів до самогубства через суперечки щодо приданого. Таке вбивство є наслідком того, що чоловік або його сім'я постійно намагаються отримати більше посагу від нареченої або її сім'ї. Спалення нареченої є лише однією з форм смерті за посаг; також трапляються обливання кислотою, отруєння та інші форми смертельного насильства. Оскільки посаг зазвичай залежить від класу чи соціально-економічного статусу, на жінок часто тиснуть їх наречені чи їх родина.

## Поширення

### Індія

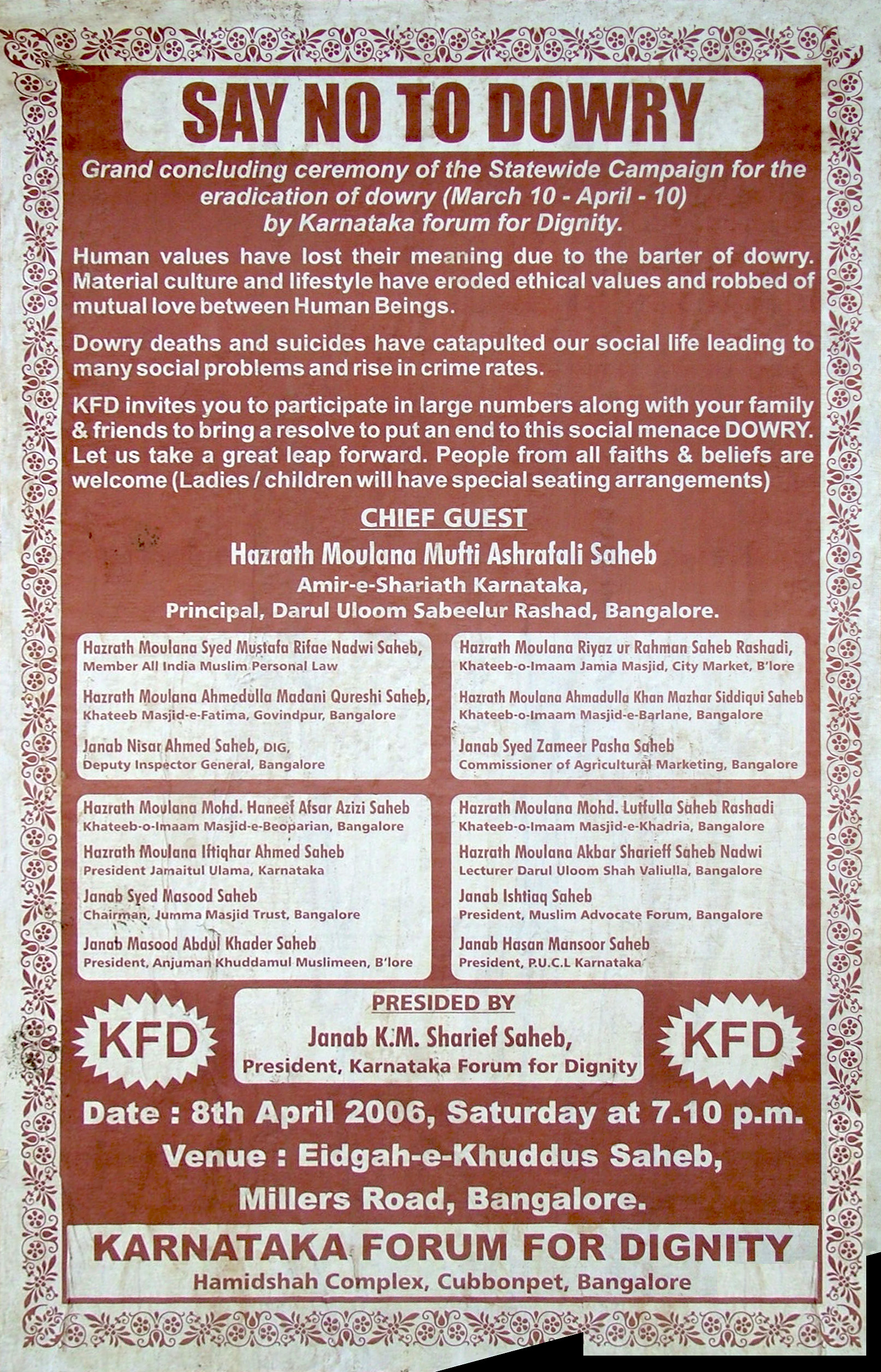
Плакат мусульманської організації Karnataka Forum for Dignity проти системи посагу в Бенгалуру, Індія

Ешлі К. Джутла та Девід Геймбах описують спалення нареченої, кажучи, що «чоловік та / або свекор визначили, що посаг, подарунок, наданий батьками доньки чоловікові, був недостатнім і тому намагалися вбити наречену, щоб зробити доступним повторний шлюб для чоловіка або покарати наречену та її родину». В Індії розмір посагу є відображенням багатства. Індійський письменник Раджеш Талвар написав п'єсу про смерть за посаг під назвою «Наречена, яка б не згоріла».
У 1961 році уряд Індії прийняв Закон про заборону посагу, який зробив вимоги щодо подарунків під час організації весілля незаконними.
У 1986 році індійський парламент додав смертельні випадки, пов'язані з посагом, як новий злочин домашнього насильства. Згідно з новою статтею 304-B Кримінального кодексу Індії, наречену зазвичай убивають «у проміжку 7 років після її шлюбу, і якщо буде доведено, що незадовго до смерті наречена піддавалася жорстокому поводженню чи переслідуванням з боку свого чоловіка, або будь-якого його родича у зв'язку з будь-якою вимогою щодо посагу, така смерть має бути названа „смерть за посаг“, і такий чоловік або родич буде вважатися таким, що спричинив її смерть». Зловмисників можуть засудити на будь-який термін — від 7 років позбавлення волі до довічного.

Повідомлялося про багато випадків домашнього насильства, самогубств і вбивств, пов'язаних із посагом. Так, за 2015 рік в Індії поліцейські зареєстрували 2001 справу, пов'язану з посагом, а 2016 правоохоронці за аналогічний період — 2369. Крім того, поліція Делі застосувала Закон про заборону посагу в 13 випадках. Таким чином, згідно зі статистичними даними, за рік випадки смертей через посаг зросли на 15-20 %. Такі речі, як ювелірні вироби, одяг, автомобілі та гроші, традиційно даруються нареченій її сім'єю та батькам чоловіка. Але часто родина нареченого вимагає більше посагу після одруження, що призводить до психічних і фізичних переслідувань, які можуть призвести до самогубства або навіть убивства дружини. Проте лише близько 30 % зареєстрованих смертей через посаг призводять до засудження.

### Пакистан
У Пакистані Асоціація прогресивних жінок зазначає, що щороку сім'ї чоловіків спалюють близько 300 жінок і що випадки підпалу наречених іноді маскуються під нещасні випадки, наприклад, пов'язані з «вибухом кухонної плити». За даними Асоціації та лікарів, постраждалі в таких випадках мають травми, несумісні з тими, які дійсно пов'язані з опіками від печі. Згідно зі звітом Amnesty International за 1999 рік, хоча було зареєстровано 1600 випадків спалювання наречених у Пакистані, лише у 60 з них (3,75 %) винуватці були притягнуті до відповідальності, і лише два (0,125 %) — призвели до засудження.
У Пакистані жінки проводили кампанії за захист з боку законодавства проти цієї практики, за створення жіночих притулків і лікарень зі спеціалізованими опіковими палатами. Amnesty International заявила, що тиск зсередини, а також з боку міжнародних правозахисних груп може підвищити рівень обізнаності в уряді Пакистану.
У 1988 році дослідження показало, що до цього часу 800 жінок вбили шляхом спалювання; у 1989 році число зросло до 1100, а до 1990 року воно становило приблизно 1800 вбивств. Газети в Лахорі за шестимісячний період (1997) повідомляли в середньому про 15 нападів на місяць. Згідно з підрахунками Human Development в Південній Азії, в середньому відбувається 16 випадків підпалу наречених на місяць. Жіночі новини повідомляють про 4000 жінок, які зазнали такого нападу в околицях Ісламабаду протягом 8 років, і що середній вік жертв становить від 18 до 35 років, причому приблизно 30 % з них були вагітними на момент смерті. Шагназ Бухарі, пакистанська активістка, сказала: «Або в Пакистані живуть одержимі печі, які обпалюють лише молодих домогосподарок, і ці печі особливо люблять геніталії, або, дивлячись на частоту, з якою трапляються такі випадки, можна зрозуміти, що ці жінки є жертвами навмисного вбивства».
За даними Асоціації прогресивних жінок, такі напади стають дедалі більшою проблемою, і в 1994 році в Міжнародний жіночий день було оголошено, що різні неурядові організації об'єднаються для підвищення обізнаності про спалювання. Щогодини в Пакистані вбивають одну жінку внаслідок домашнього насильства у вигляді практики вбивства за посаг.

### Бангладеш
У Бангладеші існує багато форм домашнього насильства; одним із найвагоміших є насильство через посаг. Інститут посагу спричиняє багато видів жорстокості до жінок з боку чоловіків та їхніх родин. Посаг або «joutuk» бенгальською мовою — це вид шлюбного платежу, який наречена виплачує нареченому та його родині товарами чи майном. Вищий, середній і нижчий класи стикаються з ситуацією, яка відрізняється лише за ступенем: чоловікам і їхнім родинам здається, що одружитися з жінкою — це тягар, а також жінка та її посаг розглядаються як спосіб заробляння грошей для чоловіка. Як тільки сторона чоловіка отримує невеликий посаг, який не відповідав очікуванням, наречені стають об'єктами тортур або спалювання, які призводять до смерті або розлучення.
Відповідно до дослідження Ананди Базар Патріки від 20 березня 1989 року та даних Національної асоціації реєстрації шлюбів, вимоги до посагу стають причиною розриву близько 200 000 шлюбів у Бангладеші щороку. У Бангладеш відсоток шлюбів, у яких вимагають і виплачують посаг, зростає з роками в сільській місцевості — це набуло такого вирішального значення, що нездатність виплатити посаг може означати, що дочка залишається неодруженою.

### США
Іноді спалення наречених відбувається серед переселених індійських, пакистанських і бангладешських громад в інших частинах світу, включно зі США.
Алеямма Метью була медсестрою в лікарні в Керролтоні, штат Техас, яка померла від опіків 5 квітня 1992 року. Вона та її чоловік, Метью Варузе, іммігрували з Індії два десятиліття тому й мали трьох доньок у США. Подружні проблеми були у пари з кінця 1980-х, кульмінацією яких стала сварка, що призвела до смерті Алеямми. Її знайшли діти, политу бензином і в полум'ї. Незабаром жінка померла.
Короткі статті були опубліковані в The Dallas Morning News і The Atlanta Journal-Constitution після інциденту. Dallas Observer, своєю чергою, опублікував детальну дев'ятисторінкову статтю про смерть Алеямми. Стаття зазнала певної критики за зображення незахідних країн як відсталих: «Побита чоловіком, Алеямма Метью залишилася вірною своїй культурі. Зрештою вона стала її жертвою».

## Заходи з контролю та попередження
Існують урядові ініціативи щодо кримінальної відповідальності за спалювання нареченої, громадські ініціативи й низка організацій, які працюють над боротьбою з цією практикою, а також міжнародні закони, спрямовані проти порушень прав людини.

### Зусилля уряду
У 1961 році Індія прийняла Закон про заборону посагу, щоб припинити вбивства за посаг. На початку 1980-х до нього були внесені поправки, щоб «виправити кілька лазівок» та зробити порушення цього закону кримінальним злочином, якщо чоловік або його родичі спричиняють «смерть жінки від опіків, тілесних ушкоджень або неприродних обставин протягом семи років після одруження» і в разі наявності доказів того, що наречена зазнала жорстокості та переслідувань через посаг. На жаль, цей закон не містить вичерпного визначення посагу, що може змінити спосіб його вимагання й отримання. Це також дає правопорушникам більшу гнучкість у випадку обвинувачень у суді. Обмеження семирічним періодом є не менш проблематичним, оскільки воно просто дозволяє чоловікам чекати, поки цей період закінчиться, щоб спалити дружину або спричинити її смерть іншим способом.
Інший важливий індійський закон, «Статут про боротьбу з жорстокістю» 1983 року, забороняє жорстоке поводження з дружиною та піддає чоловіка та / або його рідних штрафам чи ув'язненню, якщо вони жорстоко поводяться з дружиною. Однак і цей закон неоднозначний у трактуванні, тому не запобігає спаленню нареченої або інший спосіб вбивства через посаг.

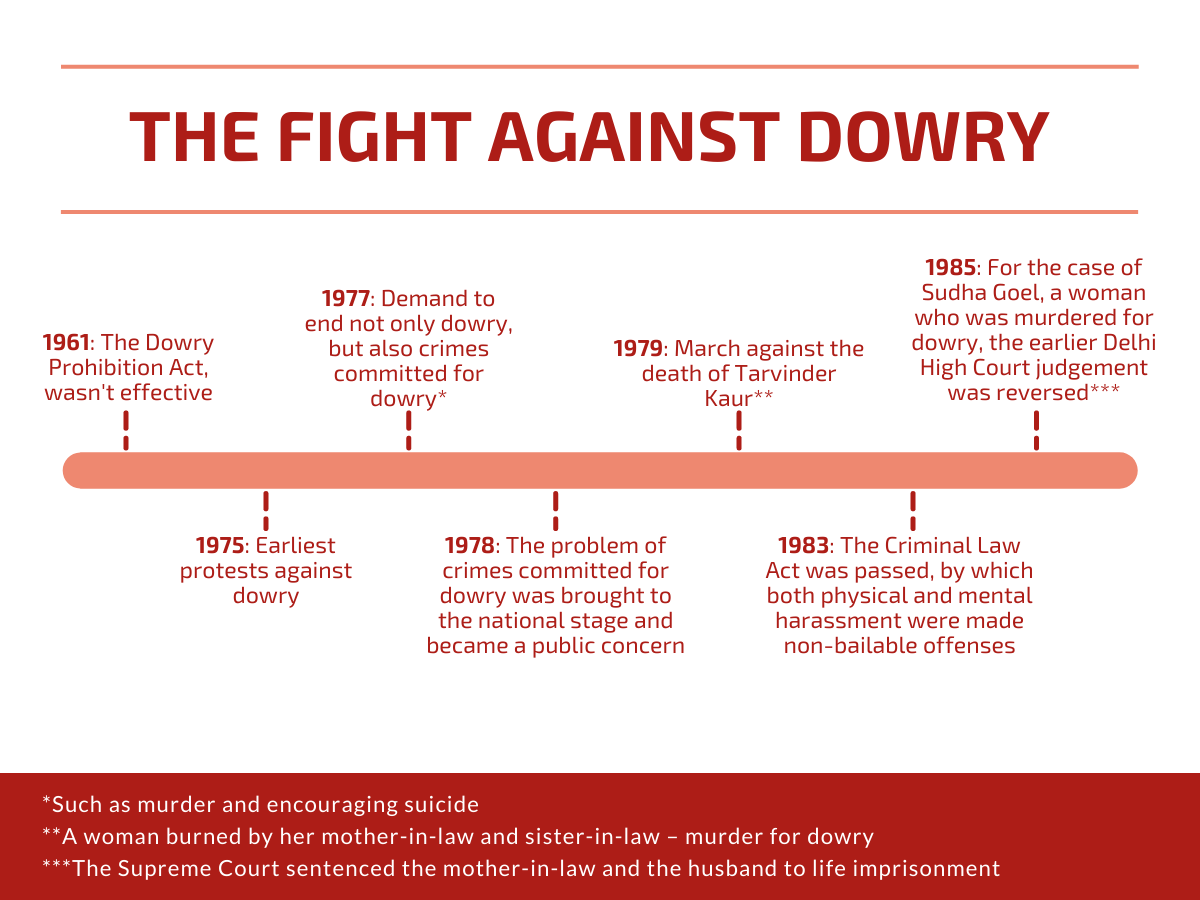
Покроковий опис важливих подій боротьби з практикою виплати й вимагання посагу в Індії

Стаття 1 Загальної декларації прав людини проголошує наступне: «Усі люди народжуються вільними та рівними у своїй гідності та правах. Вони наділені розумом і совістю й повинні ставитися один до одного в дусі братерства». Стаття 5 проголошує: «Ніхто не може бути підданий тортурам або жорстокому, нелюдському або іншому поводженню, що принижує гідність».

### Неурядові зусилля
В Індії, де спостерігається найбільша частка спалювання наречених, внутрішнє законодавство зазвичай не виконується належним чином. Через це низка організацій «взялися за справу, щоб припинити спалювання наречених». Одним із прикладів цього є урядові осередки громадських сімейних консультаційних центрів, які також фінансуються урядом та метою яких є зміцнення сімейних зв'язків і зменшення правового втручання. Однак часто такі урядові консультаційні центри лише зміцнюють стереотип про «жіночі гострі язики» і можливість чоловіків «вдарити й побити» жінку. Тому для розв'язання подібних проблем із подібними наслідками неурядовими організаціями створюються окремі консультаційні ініціативи.

### Потенційні зусилля
Альтернативні ініціативи стосуються насамперед реформування поточних недосконалих законів. Одна з пропозицій передбачає розширення захисту жінок згідно з міжнародним правом щодо біженців, щоб надати притулок жертвам сексизму або феміциду. Один зі способів — додавання жінок у визначення «переслідуваної соціальної групи», що дозволило б їм шукати міжнародного притулку під страхом переслідувань через посаг в усьому світі.
У квітні 1984 року Європейський парламент вніс пропозицію, яка мала «захистити жінок від переслідувань за ознакою статі» шляхом реформування міжнародного законодавства про біженців. Однак пропозиція була відхилена.
Іншим рішенням є підвищення економічної незалежності жінок шляхом встановлення прав власності на своє майно. Навіть одружена жінка не має прав на майно, що належить чоловікові, поки він живий. Надання жінкам права володіти майном дозволить значно зменшити потребу жінок одружуватися з економічних чи юридичних причин та зменшить практику посагу.